# Rie Vierdag
Rie Vierdag (n. 22 septembrie 1905, Amersfoort, Utrecht, Țările de Jos – d. 17 iulie 2005, Amsterdam, Țările de Jos) a fost o înotătoare olandeză, medaliată olimpică. A participat la 3 ediții ale Jocurilor Olimpice (1924, 1928, 1932) în care a câștigat 1 medalie de argint.